# Jason Russell
Jason Russell (12 de octubre de 1978) es un director de teatro y cine, coreógrafo y activista estadounidense que cofundó Invisible Children, Inc. Es el director de Kony 2012, un documental corto que se difundió como viral por medio de YouTube y Vimeo a principios de marzo de 2012. En la primera semana ganó más de 83 millones de vistas y se convirtió en el tema de intenso escrutinio en los medios de comunicación y la crítica. Su tema es el africano, líder rebelde, Joseph Kony, sus crímenes de guerra y el movimiento para llevarlo a la Corte Penal Internacional.

## Biografía
Russell es el hijo menor de Sheryl y Paul Russell, cofundadores del teatro Christian Youth Theater. Tiene tres hermanos, Travis Russell, Amy Russell y Janie Russell.
"Esa era mi vida", dijo Russell al diario Los Angeles Times en una entrevista cuando tenía 13 años de edad, en la que se discutió la importancia de la actuación en su vida. "Era lo que todo el mundo a mi alrededor hizo. Yo ni siquiera pensaba en ello. Hice mi primer show a las 8, y lo he hecho en más de 20 obras de teatro desde entonces. No puede hacer esto si no le gusta. Usted tiene que comprometerse con esto. Al llegar delante de la gente, usted tiene que actuar como si supiera lo que está haciendo. No se puede tener miedo o miedo de ir allá arriba, como voluntario, ser el primero en hacer algo", aseguró.
Russell se graduó de la USC School of Cinematic Arts. Con Danica Jones y Jon M. Chu coescribió un musical, Moxie, que el equipo vendió a Steven Spielberg.
El 23 de octubre de 2004, se casó con Danica Jones en La Jolla (California). Juntos tienen dos hijos.
Russell es un cristiano evangélico, y en noviembre de 2011 habló públicamente de su fe y su relación con su trabajo de caridad en un discurso de una conferencia de la Liberty University.

## Detención
El 15 de marzo de 2012, Russell fue detenido por la policía de San Diego (California) y llevado a un hospital local después de aparecer vandalizando automóviles y hacer gestos sexuales después de quitarse la ropa interior. La policía dijo que no estaba arrestado, solamente detenido y hospitalizado. Su esposa explicó que él se vio afectado por las críticas negativas hacia su filme Kony 2012, "porque debido a la forma personal del filme es que muchos de los ataques en su contra eran también muy personal, y Jason lo tomó muy duro". Según un breve comunicado emitido por Invisible Children, Russell estaba exhausto tras la carga emocional de la tormenta mediática en torno a Kony 2012. De acuerdo con un comunicado de la familia, el diagnóstico oficial fue "trastorno psicótico breve, un estado agudo provocado por el agotamiento extremo, el estrés y la deshidratación".

## Filmografía
- Invisible Children (2006)
- Roseline: The Story of an AIDS Victim (2008)
- Together We Are Free (2009)
- The Rescue (2009)
- Tony (2010)
- Kony 2012 (2012)
- Move (2012)